# Lista do Património Mundial na Ásia e Oceania
A Região Ásia e Pacífico assim determinada pelo Comitê do Património Mundial (WHC - World Heritage Convention) - órgão da UNESCO (acrônimo de United Nations Educational, Scientific and Cultural Oraganization) (Organização das Nações Unidas para a Educação, a Ciência e a Cultura) da ONU, homologou em suas sessões executivas anuais, atualizada até a última em 2015, a inclusão de 238 sítios da região Ásia e Pacífico à Lista do Patrimônio Mundial distribuídos em trinta e cinco (35) países (denominados de "state parties"), pois todos são signatários da Convenção do Patrimônio Mundial, e estão localizados na Região Ásia e Pacífico. A China é o país com mais sítios incluídos na lista com quarenta e oito (48), sendo o 2º com mais sítios listados no mundo (a Itália - Região Europa e América do Norte - com cinquenta e um (51) está em primeiro). Os 238 sítios estão assim catalogados: 168 são culturais, 59 naturais e onze (11) são mistos (incluem os dois critérios: são culturais e naturais). Entre os 238 sítios dois (2) são transfronteiriços (sua área ou região homologada se distribuí por 2 ou mais países e assim o mesmo sítio é listado em cada um dos países) e quatro (4) estão listados como 'em perigo'.
A seguir a lista por países e os seus respetivos sítios que integram a Lista do Patrimônio Mundial na Região Ásia e Pacífico, em () o ano da sua inscrição na lista do Patrimônio Mundial da UNESCO.

## Afeganistão

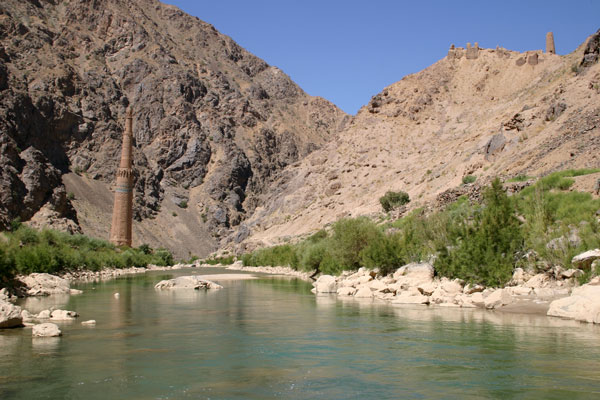
Afeganistão-Minarete e Ruínas Arqueológicas de Jam

- Minarete e Ruínas Arqueológicas de Jam (2002)
- Paisagem Cultural e Vestígios Arqueológicos do Vale de Bamiyán (2003)

## Austrália

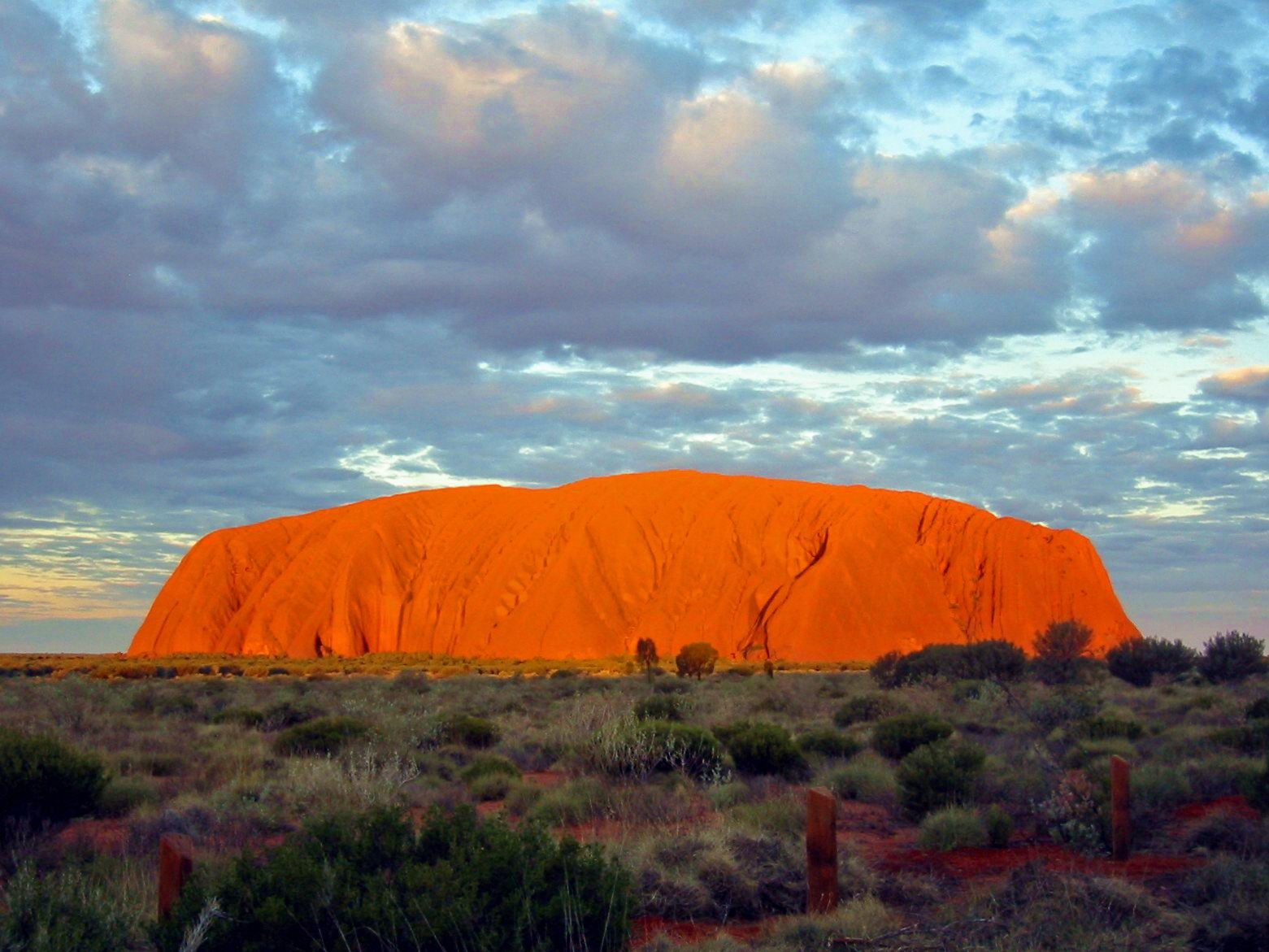
Austrália-Parque Nacional Uluru-Kata Tjuta

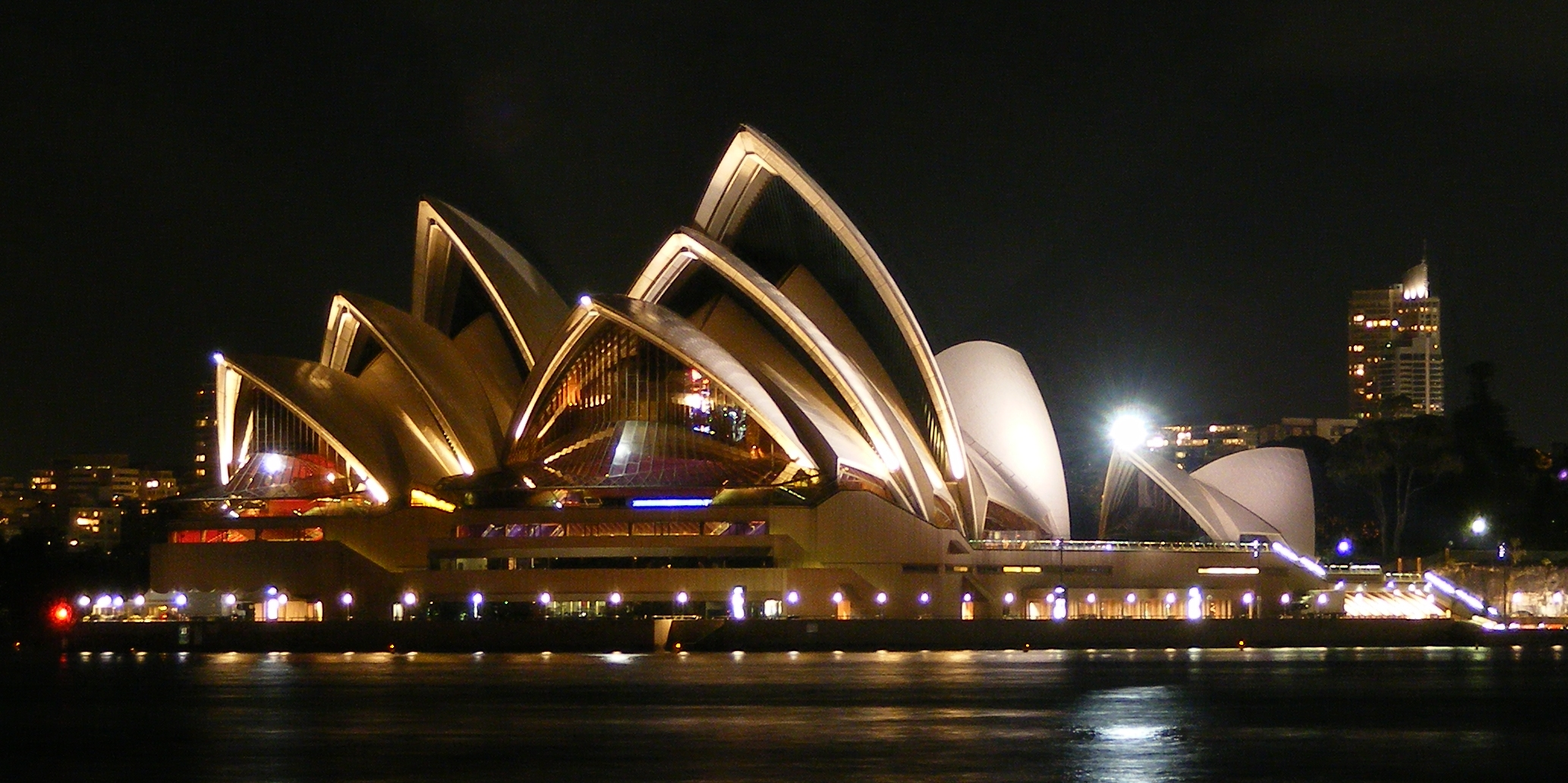
Austrália-Ópera de Sydney

- Parque Nacional Kakadu (1981, 1987, 1992)
- Grande Barreira de Coral (1981)
- Região dos Lagos Willandra (1981)
- Áreas selvagens da Tasmânia (1982, 1989)
- Arquipélago de Lord Howe (1982)
- Reservas florestais ombrófilas do centro-este australiano (1986, 1994)
- Parque Nacional Uluru-Kata Tjuta (1987, 1994)
- Trópicos húmidos de Queensland (1988)
- Baía Shark, Austrália Ocidental (1991)
- Ilha Fraser (1992)
- Sítios fossilíferos de mamíferos da Austrália (Riversleigh/Naracoorte) (1994)
- Ilha Heard e Ilhas McDonald (1997)
- Ilha Macquarie (1997)
- Região das Montanhas Azuis (2000)
- Parque Nacional Purnululu (2003)
- Edifício da Exposição Real e Jardins de Carlton (2004)
- Ópera de Sydney (2007)
- Sítios das Colónias Penais Australianas (2010)
- Costa de Ningaloo (2011)
- Paisagem Cultural de Budj Bim (2019)

## Bangladesh
- Cidade-mesquita histórica de Bagerhat (1985)
- Ruínas do Vihara Budista de Paharpur (1985)
- Sundarbans (1997)

## Camboja
- Angkor (1992)

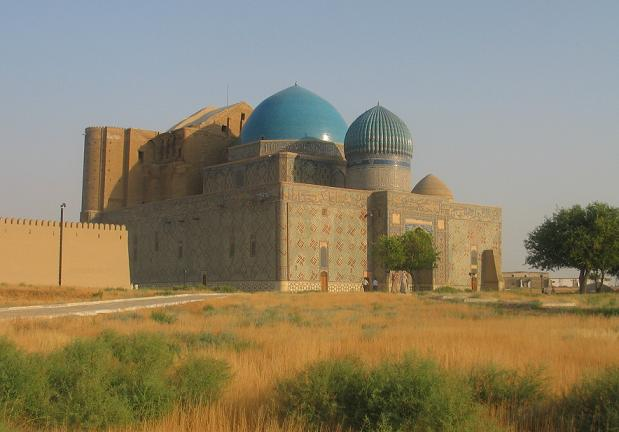
Mausoléu de Khoja Ahmed Yasawi

- Templo Hindu de Preah Vihear (2008)
- Zona de templo de Sambor Prei Kuk, Sítio Arqueológico da Antiga Ishanapura (2017)

## Cazaquistão
- Mausoléu de Khoja Ahmed Yasawi (2003)
- Petróglifos da Paisagem Arqueológica de Tamgaly (2004)
- Saryarka – Estepes e Lagos do Cazaquistão Setentrional (2008)
- Rota da Seda: Corredor Chang'an-Tianshan (2014)

## China
- Monte Taishan (1987)
- Grande Muralha (1987)

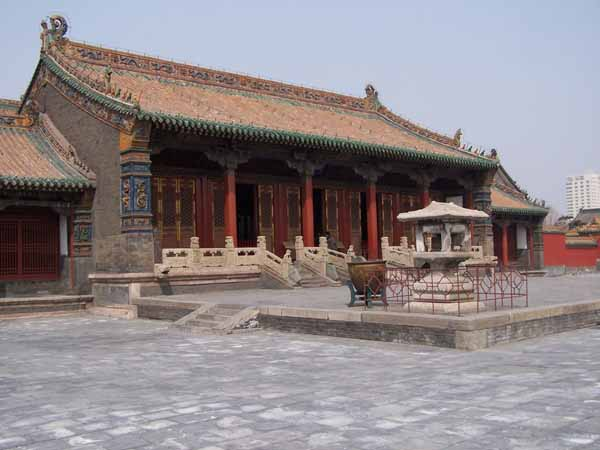
Palácios Imperiais das Dinastias Ming e Qing em Pequim (Cidade Proibida) e Shenyang (Palácio de Mukden)

- Palácios Imperiais das Dinastias Ming e Qing em Pequim (Cidade Proibida) e Shenyang (Palácio de Mukden) (1987, 2004)
- Grutas de Mogao (1987)
- Exército de Terracota (1987)
- Sítio do Homem de Pequim em Zhoukoudian (1987)
- Monte Huangshan (1990)
- Região de Interesse Paisagístico e Histórico do Vale de Jiuzhaigou (1992)
- Região de Interesse Paisagístico e Histórico de Huanglong (1992)
- Região de Interesse Paisagístico e Histórico de Wulingyuan (1992)
- Residência de Montanha e Templos Vizinhos em Chengde (1994)
- Templo e Cemitério de Confúcio e Mansão da Família Kong em Qufu (1994)
- Conjunto de Edificações Antigas nas Montanhas Wudang (1994)

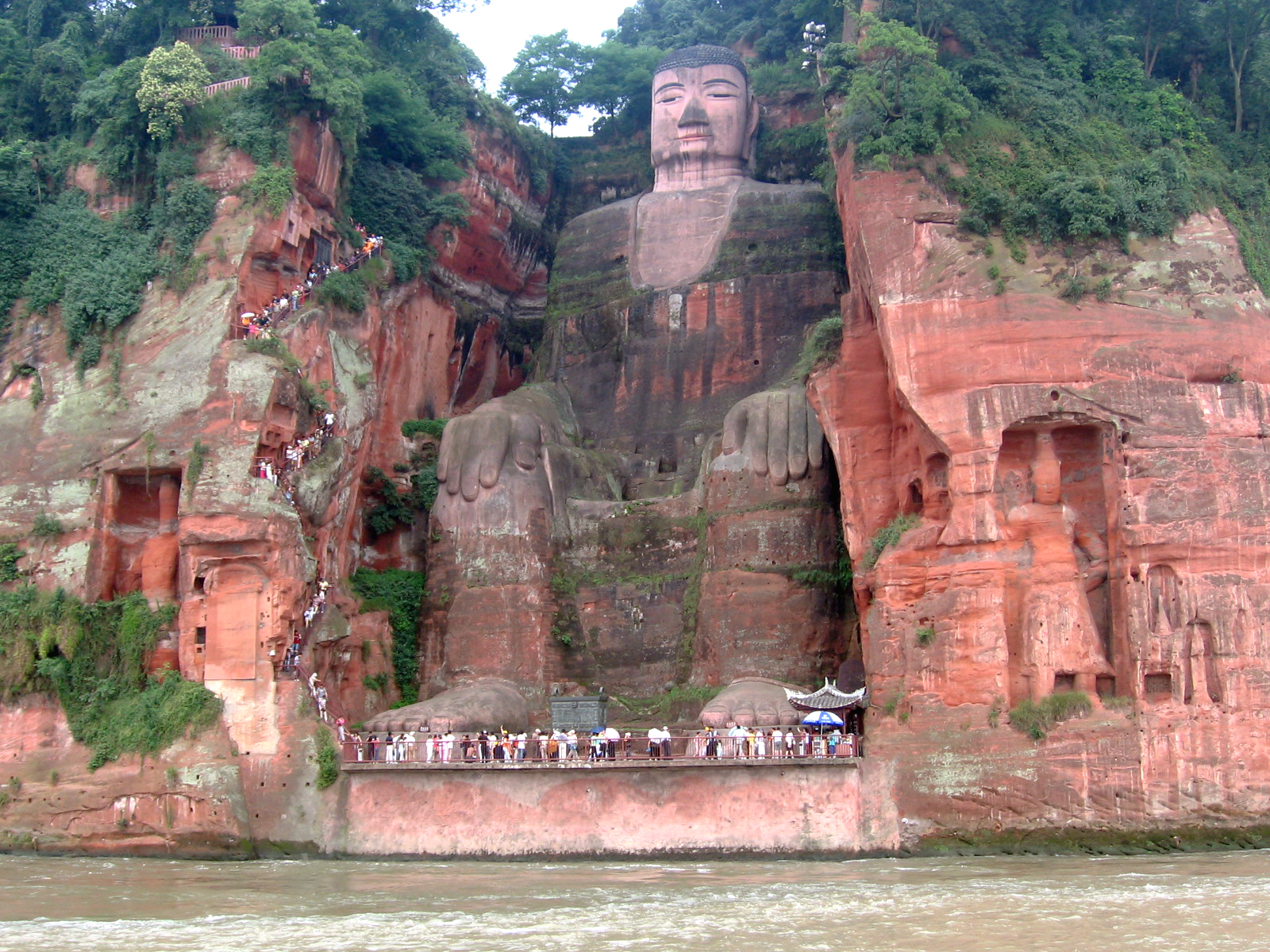
Paisagem do Monte Emei, incluindo a Paisagem do Grande Buda de Leshan

- Palácio de Potala, Lhasa (1994, 2000, 2001)
- Parque Nacional de Lushan (1996)
- Paisagem do Monte Emei, incluindo a Paisagem do Grande Buda de Leshan (1996)
- Cidade Antiga de Lijiang (1997)
- Cidade Antiga de Ping Yao (1997)
- Jardins Clássicos de Suzhou (1997, 2000)
- Palácio de Verão, um Jardim Imperial de Pequim (1998)
- Templo do Céu, Altar Sagrado Imperial em Pequim (1998)
- Monte Wuyi (1999)
- Esculturas Rupestres de Dazu (1999)
- Monte Qingcheng e Sistema de Irrigação de Dujiangyan (2000)

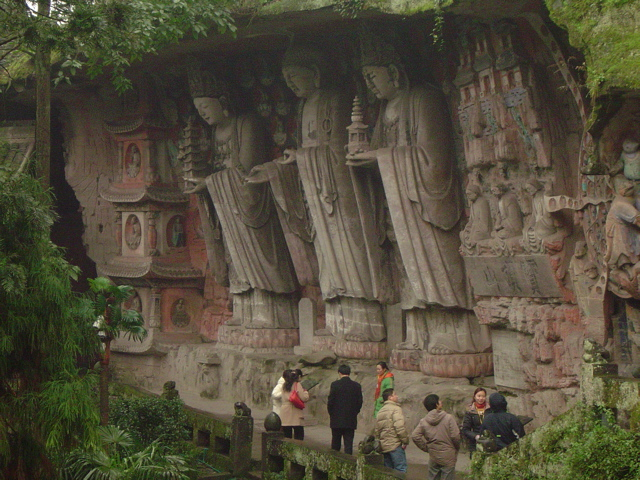
Esculturas Rupestres de Dazu

- Cidades históricas do Sul do Anhui - Xidi e Hongcun (2000)
- Grutas de Longmen (2000)
- Túmulos Imperiais das Dinastias Ming e Qing (2000, 2003, 2004)
- Grutas de Yungang (2001)
- Três Rios Paralelos das Áreas Protegidas de Yunnan (2003)
- Capitais e Túmulos do Antigo Reino de Koguryo (2004)
- Centro Histórico de Macau (2005)
- Santuários do Panda-gigante em Sichuan (2006)
- Yin Xu (2006)
- Carste do Sul da China (2007)

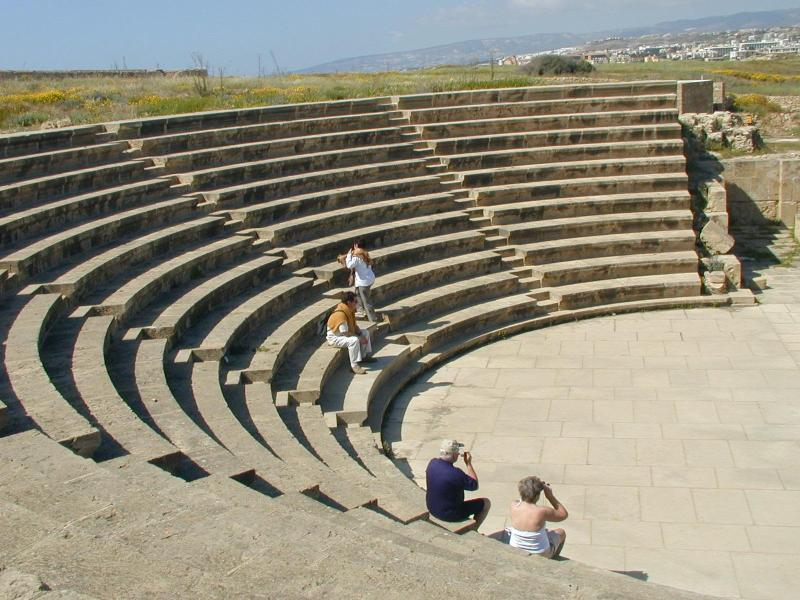
Pafos

- Diaolou e aldeias de Kaiping (2007)
- Tulou de Fujian (2008)
- Parque Nacional do Monte Sanqingshan (2008)
- Monte Wutai (2009)
- Monumentos Históricos de Dengfeng no "Centro do Céu e da Terra" (2010)
- Danxia da China (2010)
- Paisagem Cultural do Lago do Oeste de Hangzhou (2011)
- Sítio de Xanadu (2012)
- Sítio fossilífero de Chengjiang (2012)
- Rota da Seda: Corredor Chang'an-Tianshan (2014)
- Grande Canal da China (2014)
- Sítios Tusi (2015)
- Paisagem Cultural Artística Rupestre de Zuojiang Huashan (2016)
- Hubei Shennongjia (2016)
- Gulangyu: um assentamento histórico internacional (2017)
- Qinghai Hoh Xil (2017)
- Fanjingshan (2018)[11]
- Vestígios arqueológicos da cidade de Liangzhu (2019)
- Santuários de Aves Migratórias da Costa do Mar de Amarelo/Golfo de Bohai (2019)

## Coreia do Norte
- Complexo de Túmulos Koguryo (2004)
- Monumentos e Sítios Históricos de Kaesong (2013)

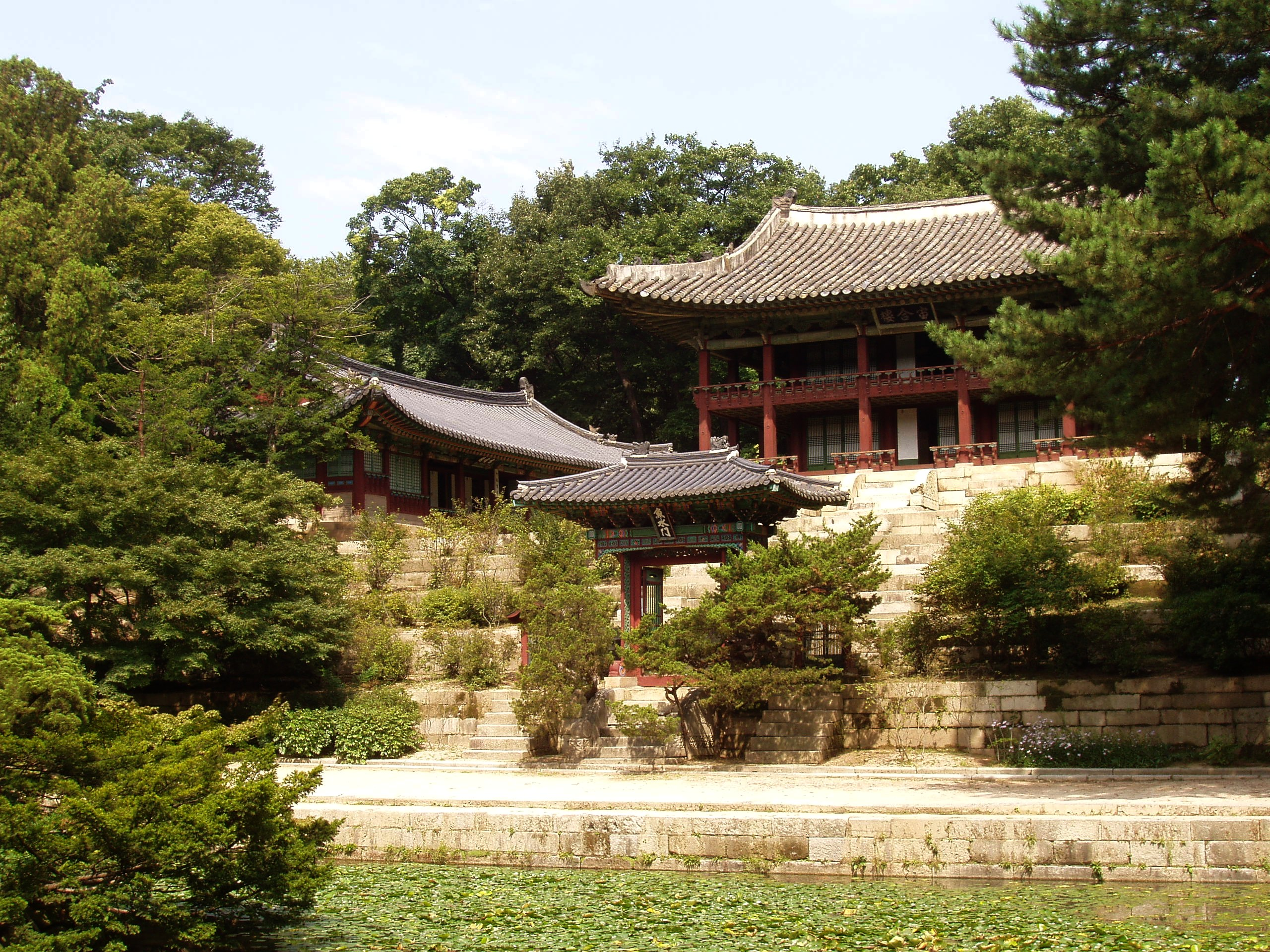
Complexo de Palácios de Ch'angdokkgung

## Coreia do Sul
- Gruta de Seokguram e Templo de Bulguksa (1995)
- Templo de Haeinsa e o Janggyeong Panjeon, Depósito dos blocos de madeira Tripitaka Koreana (1995)
- Santuário de Chongmyo (1995)
- Complexo de Palácios de Ch'angdokkgung (1997)
- Fortaleza de Hwasong (ou Hwaseong) (1997)
- Áreas Históricas de Gyeongiu (2000)
- Sítios dos Dólmenes de Gochang, Hwasun, e Ganghwa (2000)
- Ilha Vulcânica e Tubos de Lava de Jeju (2007)
- Túmulos Reais da Dinastia Joseon (2009)
- Aldeias Históricas da Coreia: Hahoe e Yangdong (2010)
- Namhansanseong (2014)
- Áreas Históricas de Baekje (2015)
- Sansa, Mosteiros Budistas de Montanha na Coreia (2018)[11]
- Seowon, Academias Coreanas Neo-Confucianas (2019)

## Fiji
- Cidade Histórica Portuária de Levuka (2013)

## Filipinas

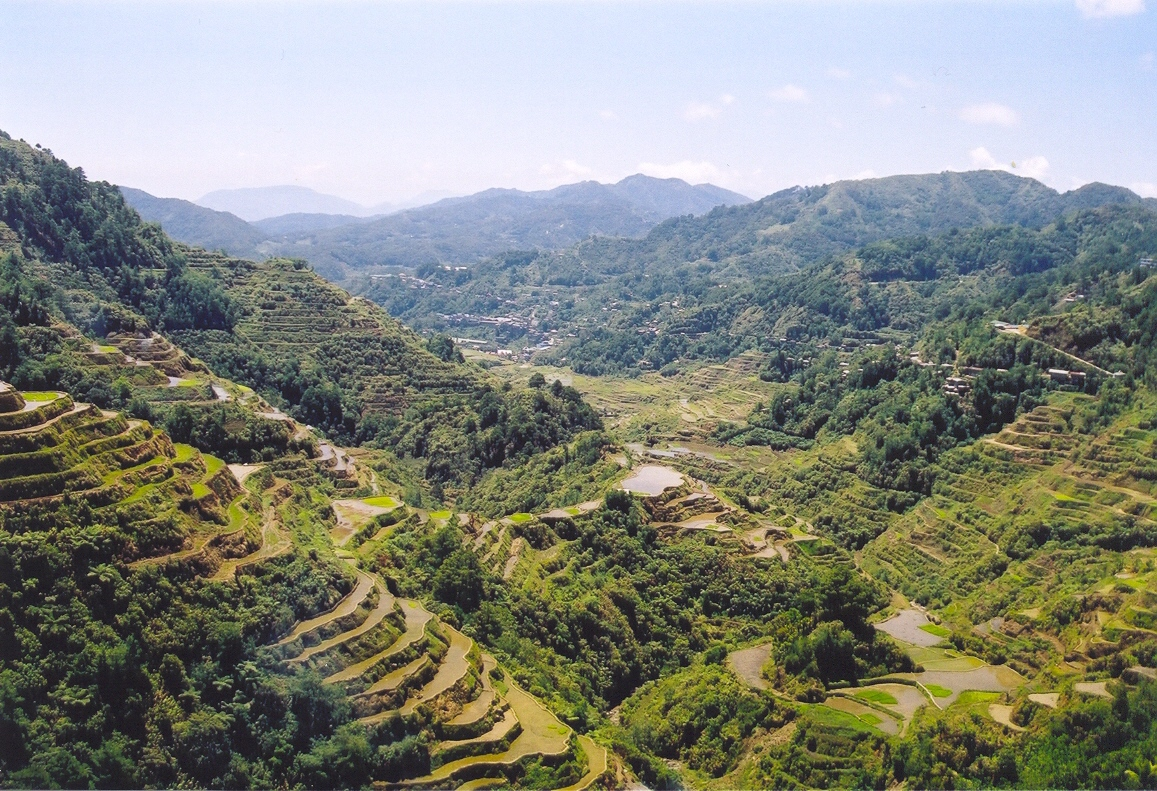
Arrozais em terraços das Cordilheiras das Filipinas

- Parque Natural do Recife de Tubbataha (2009) extensão e englobando o Parque Marinho do Recife de Tubbataha (1993)
- Igrejas Barrocas das Filipinas (1993)
- Arrozais em terraços das Cordilheiras das Filipinas (1995)
- Cidade Histórica de Vigan (1999)
- Parque Nacional do rio subterrâneo de Puerto Princesa (1999)
- Santuário da Vida Selvagem do Monte Hamiguitan (2014)

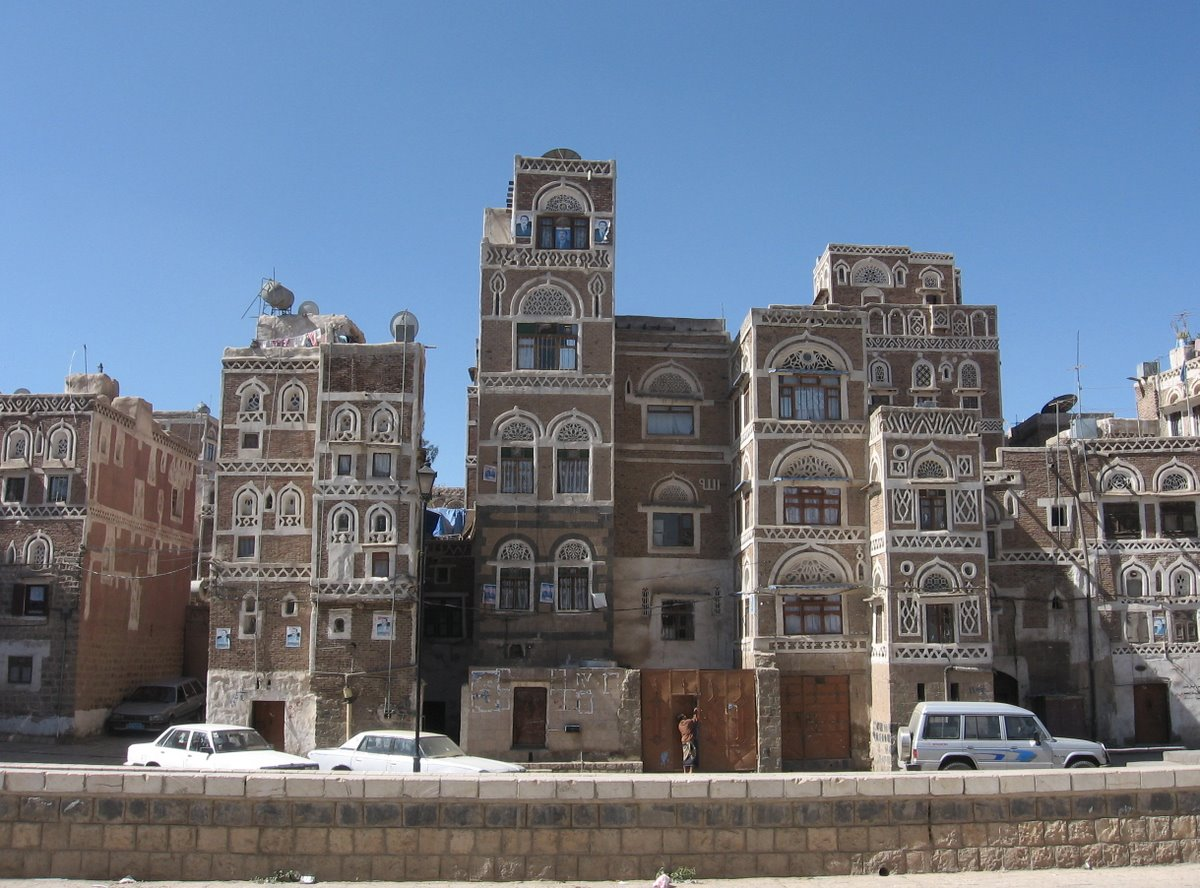
Cidade Antiga de Sana

## Ilhas Marshall
- Atol de Bikini, local de testes nucleares (2010)

## Ilhas Salomão
- Rennell Oriental (1998)

## Índia
- Forte de Agra (1983)
- Grutas de Ajanta (1983)
- Grutas de Ellora (1983)
- Taj Mahal (1983)

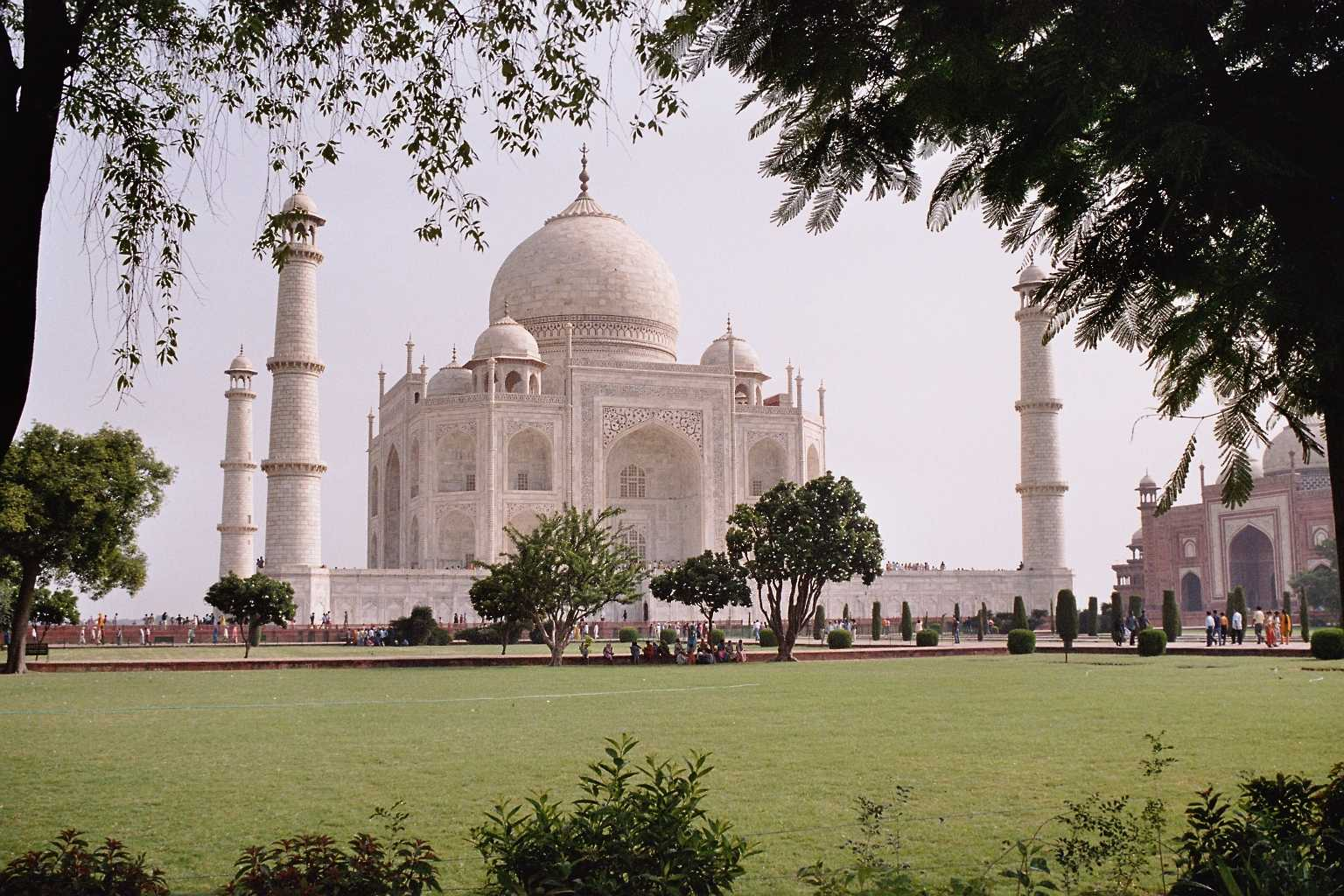
Taj Mahal

- Conjunto Monumental de Mahabalipuram (1984)
- Templo do Sol em Konarak (1984)
- Parque Nacional de Kaziranga (1985)
- Parque Nacional de Keoladeo (1985)
- Santuário de Fauna de Manas (1985)
- Igrejas e Conventos de Goa (1986)

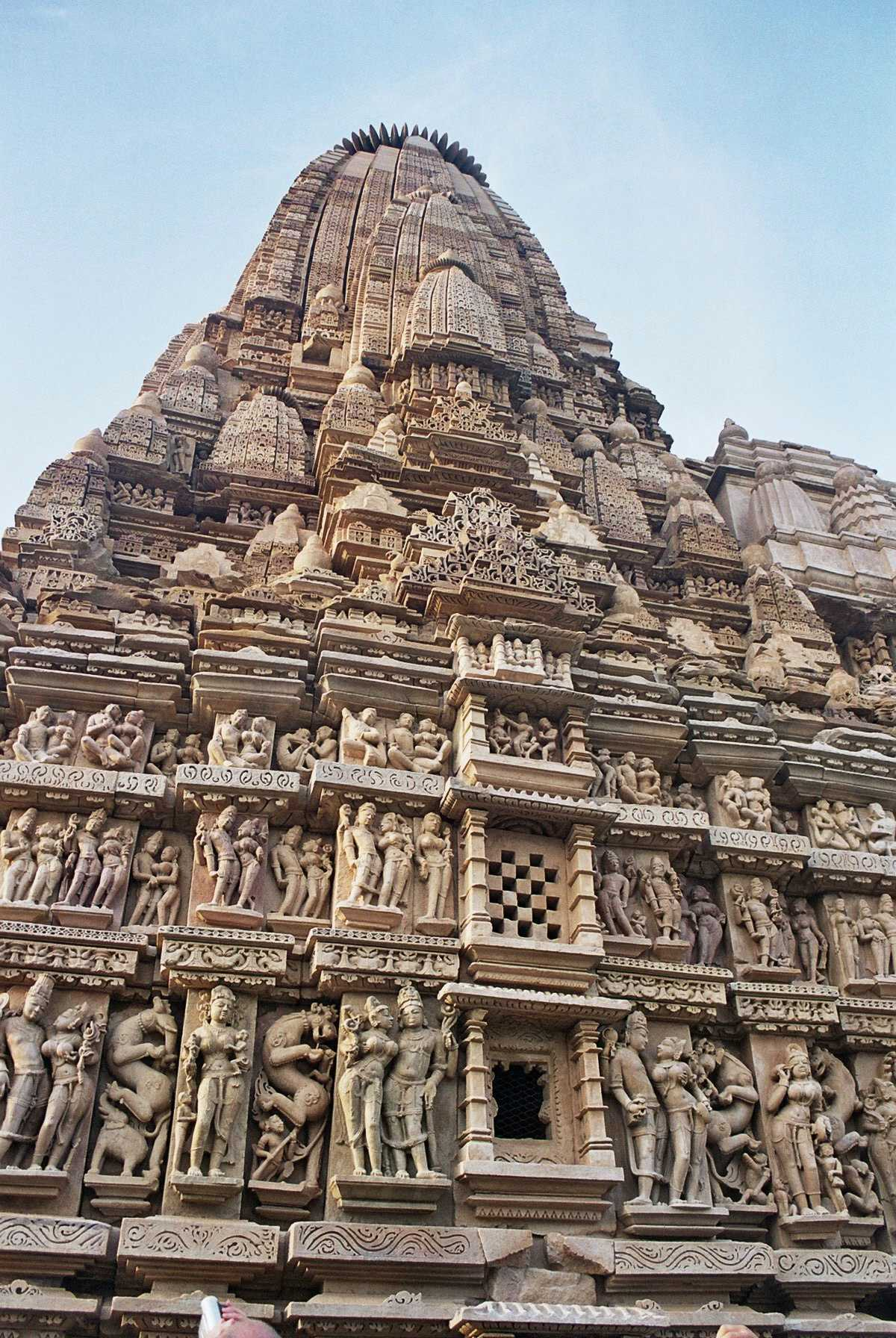
Templo de Khajuraho, parte do Conjunto de Templos de Khajuraho

- Conjunto Monumental de Hampi (1986)
- Conjunto de Templos de Khajuraho (1986)
- Fatehpur Sikri (1986)
- Conjunto de Monumentos de Pattadakal (1987)
- Grutas de Elephanta (1987)
- Grandes templos vivos cholas (1987, 2004)
- Parque Nacional dos Sundarbans (1987)
- Parques Nacionais de Nanda Devi e do Vale das Flores (1988, 2005)
- Monumentos Budistas de Sanchi (1989)
- Qutb Minar e seus Monumentos, Deli (1993)
- Túmulo de Humayun, Deli (1993)
- Caminhos de Ferro de Montanha na Índia (1999, 2005, 2008)
- Conjunto do Templo de Mahabodhi em Bodhgaya (2002)
- Abrigos na Rocha de Bhimbetka (2003)
- Estação Chhatrapati Shivaji (Antiga Estação Victoria) (2004)
- Parque Arqueológico de Champaner-Pavagadh (2004)
- Conjunto do Forte Vermelho (2007)
- Jantar Mantar de Jaipur (2010)
- Gates Ocidentais (2012)
- Fortes nas Colinas do Rajastão (2013)
- Rani ki kav em Patan, Gujarat (2014)
- Parque Nacional do Grande Himalaia (2014)
- Sítio Arqueológico de Nalanda Mahavihara (Universidade Nalanda) em Nalanda, Bihar (2016)
- O Trabalho Arquitetônico de Le Corbusier, uma Contribuição Impressionante para o Movimento Moderno (2016)
- Centro histórico de Ahmadabad (2017)
- Conjuntos de Gótico Vitoriano e Art Deco em Mumbai (2018)[11]
- Jaipur (2019)

## Indonésia
- Conjunto de Borobudur (1991)
- Conjunto de Prambanan (1991)
- Parque Nacional de Komodo (1991)

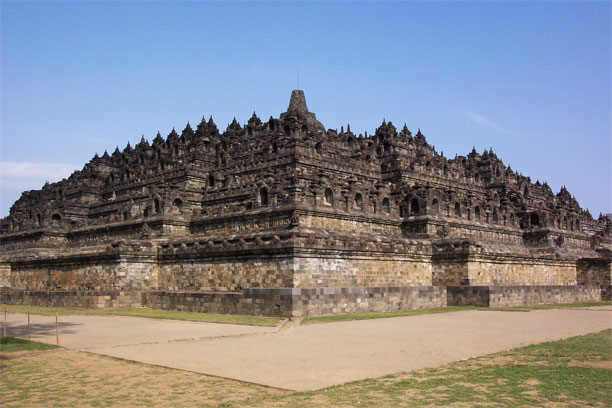
Borobudur

- Parque Nacional de Ujung Kulon (1991)
- Sítio dos primeiros homens de Sangiran (1996)
- Parque Nacional de Lorentz (1999)
- Patrimônio das florestas tropicais ombrófilas da Sumatra (2004)
- Paisagem Cultura da Província de Bali: o sistema de irrigação Subak expressando a  filosofia Tri Hita Karana (2012)
- Mina de carvão de Ombilin em Sawahlunto (2019)

## Irão
- Tchogha Zanbil (1979)
- Persépolis (1979)
- Meidan Emam, Esfahan (1979)
- Takht-e Sulaiman (2003)
- Pasárgada (2004)

200pxIrão -

- Bam e sua Paisagem Cultural (2004)
- Soltaniyeh (2005)
- Inscrição de Beistum (2006)
- Conjuntos Monásticos Arménios no Irão (2008)
- Sistema Hidráulico Histórico de Shushtar (2009)
- Conjunto do Bazar Histórico de Tabriz (2010)
- Conjunto do Khānegāh e do Santuário do Xeque Safi al-Din em Ardabil (2010)
- Jardim persa (2011)
- Gonbad-e Qābus (2012)
- Masjed-e Jāme’ de Isfahan (2012)
- Palácio do Golestan (2013)
- Shahr-i Sokhta (2014)
- Susa (2015)
- Paisagem cultural de Maymand (2015)
- O Qanat Persa (2016)
- Deserto de Lut (2016)
- Cidade histórica de Yazd (2017)
- Paisagem Arqueológica Sassânida da Região de Fars (2018)[11]
- Florestas Hircanas (2019)

## Japão
- Himeji-jo (1993)

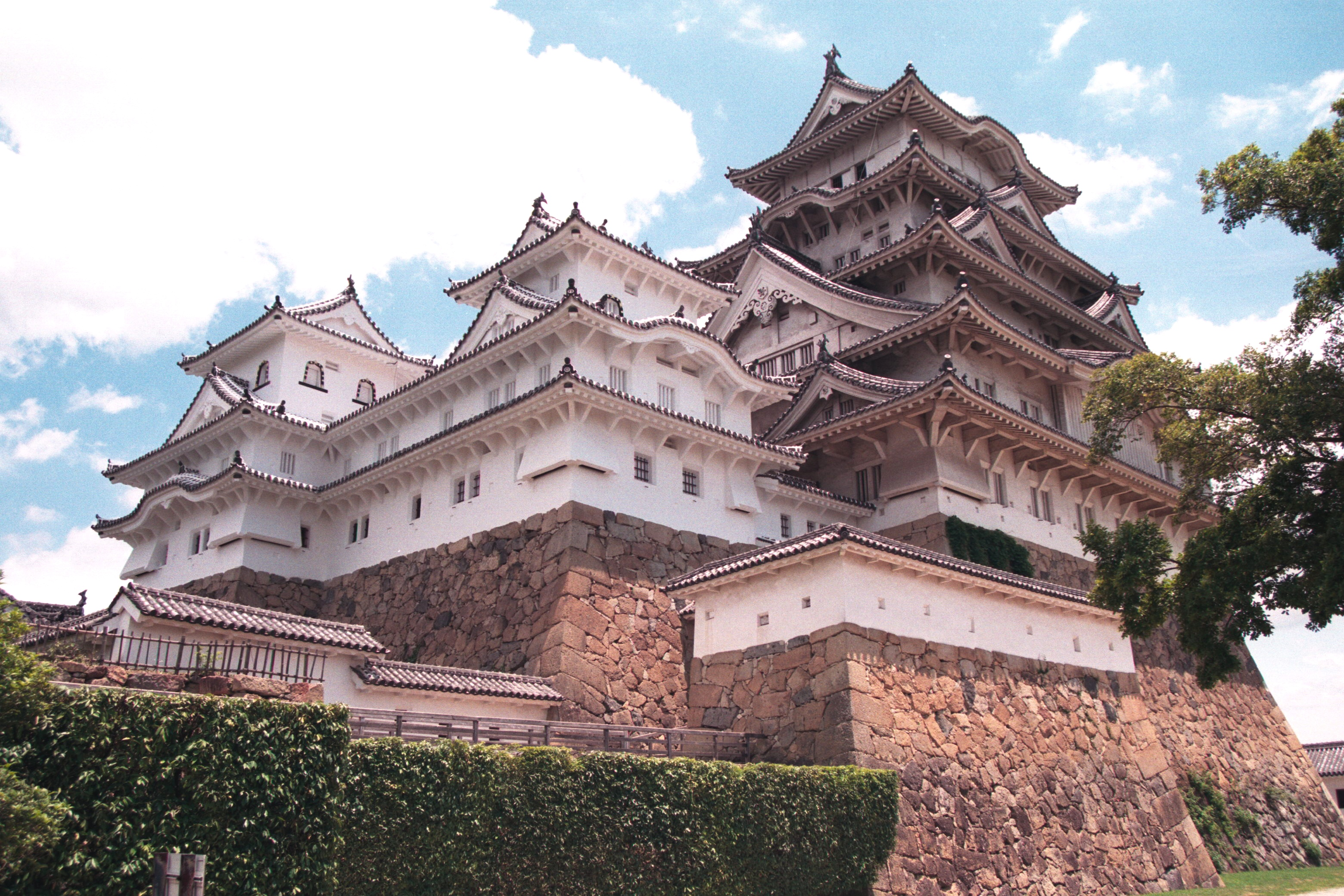
Himeji-jo

- Monumentos Budistas na Região de Horyu-ji (1993)
- Shirakami-Sanchi (1993)
- Yakushima (1993)
- Monumentos Históricos da Antiga Quioto (Cidades de Quioto, Uji e Otsu) (1994)
- Aldeias Históricas de Shirakawa-go e Gokayama (1995)
- Memorial da Paz de Hiroshima (Cúpula Genbaku) (1996)
- Santuário Xintoísta de Itsukushima (1996)
- Monumentos Históricos da Antiga Nara (1998)
- Santuários e Templos de Nikko (1999)
- Sítios Gusuku e Propriedades Relacionadas do Reino de Ryukyu (2000)
- Locais Sagrados e Rotas de Peregrinação nos Montes Kii (2004)
- Shiretoko (2005)
- Mina de Prata de Iwami Ginzan e Sua Paisagem Cultural (2007)
- Ilhas Ogasawara (2011)
- Hiraizumi – Templos, jardins e sítios arqueológicos representantes da Terra Pura budista (2011)
- Fujisan, local sagrado e fonte de inspiração artística (2013)
- Fábrica de Seda de Tomioka (2014)
- Sítios da revolução industrial japonesa do período Meiji (2015)
- O Trabalho Arquitetônico de Le Corbusier, uma Contribuição Impressionante para o Movimento Moderno (2016)
- Ilha Sagrada de Okinoshima e locais associados na Região de Munakata (2017)
- Sítios Cristãos Escondidos na Região de Nagasaki (2018)[11]
- Conjunto de kofun de Mozu-Furuichi (2019)

## Kiribati
- Área Protegida das Ilhas Fénix (2010)

## Laos
- Cidade de Luang Prabang (1995)
- Vat Phou e Assentamentos Antigos Associados dentro da Paisagem Cultural de Champassak (2001)
- Sítios de jarras megalíticas de Xieng Khuang – Planície das Jarras (2019)

## Malásia
- Parque Kinabalu (2000)
- Parque Nacional Gunung Mulu (2000)
- Malaca e George Town, Cidades históricas do Estreito de Malaca (2008)
- Património arqueológico do Vale de Lenggong (2012)

## Mongólia
- Paisagem Cultural do Vale de Orkhon (2004)
- Bacia do Uvs Nuur (2003) (sítio transfronteiriço com a Rússia)
- Conjuntos Petroglíficos do Altai Mongol (2011)
- Grande Montanha Burkhan Khaldun e sua paisagem sagrada (2015)
- Paisagens de Dauria (2017)

## Micronésia
- Nan Madol: Centro cerimonial do Leste da Micronésia (2016)

## Myanmar
- Antigas cidades Pyu (2014)
- Bagan (2019)

## Nepal
- Parque Nacional Sagarmatha (1979)
- Vale de Kathmandu (1979)
- Parque Nacional de Chitwan (1984)

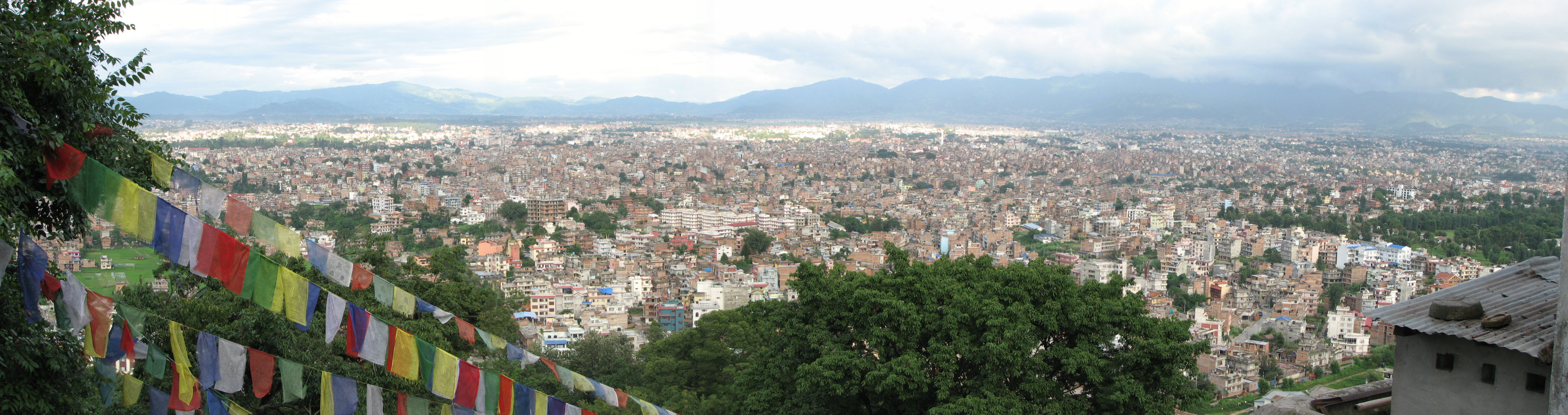
Panorama do Vale de Kathmandu

- Lumbini, local do nascimento de Buda (1997)

## Nova Zelândia

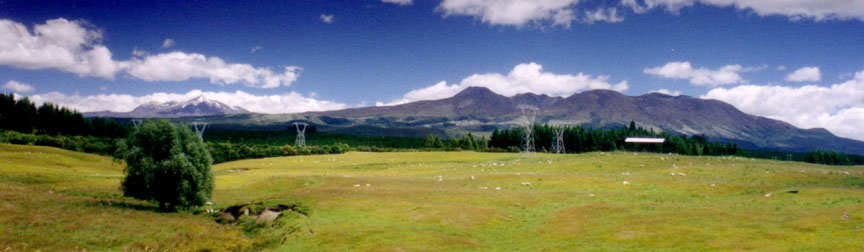
Os três vulcões principais do Parque Nacional de Tongariro

- Parque Nacional de Tongariro (1990, 1993)
- Te Wahipounamu - Sudoeste da Nova Zelândia (1990)
- Ilhas Subantárcticas Neozelandesas (1998)

## Palau
- Lagoa meridional das Ilhas Chelbacheb (2012)

## Papua-Nova Guiné
- Antiga Área Agrícola de Kuk (2008)

## Paquistão

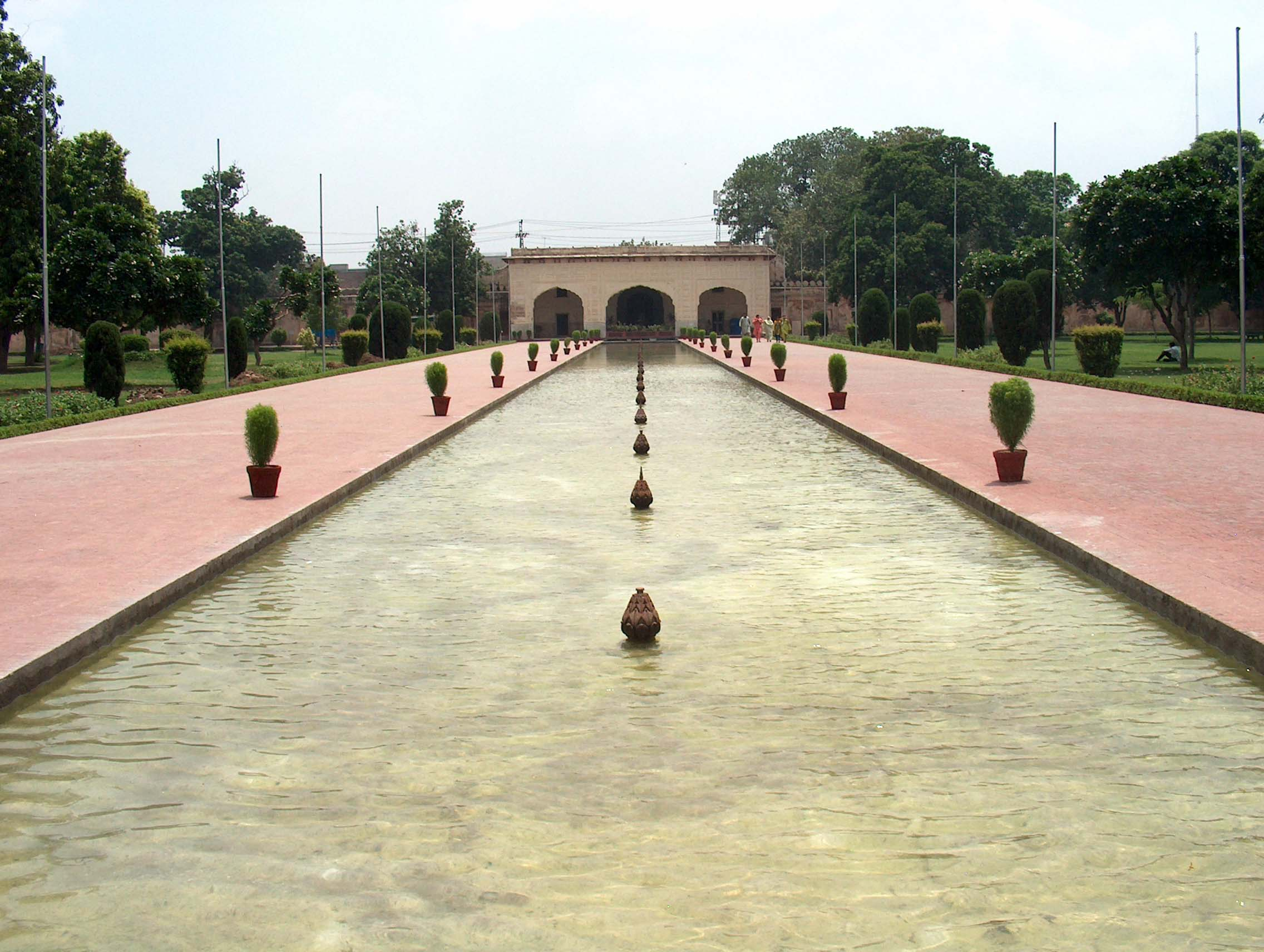
Jardins de Shalimar

- Ruínas Arqueológicas de Moenjodaro (1980)
- Ruínas Budistas de Takht-i-Bahi e Vestígios de Sahr-i-Bahlol (1980)
- Taxila (1980)
- Forte e Jardins de Shalimar em Lahore (1981)
- Monumentos Históricos de Thatta (1981)
- Forte de Rohtas (1997)

## Quirguistão
- Montanha Sagrada de Solimão-Too (2009)
- Rota da Seda: Corredor Chang'an-Tianshan (2014)

## Singapura
- Jardim Botânico de Singapura (2015)

## Síria
- Cidade Antiga de Damasco (1979)
- Sítio de Palmira (1980)
- Cidade Antiga de Bostra (1980)
- Cidade Antiga de Alepo (1986)
- Fortaleza dos Cavaleiros e Fortaleza de Saladino (2006)
- Antigas Cidades do Norte da Síria (2011)

## Sri Lanka

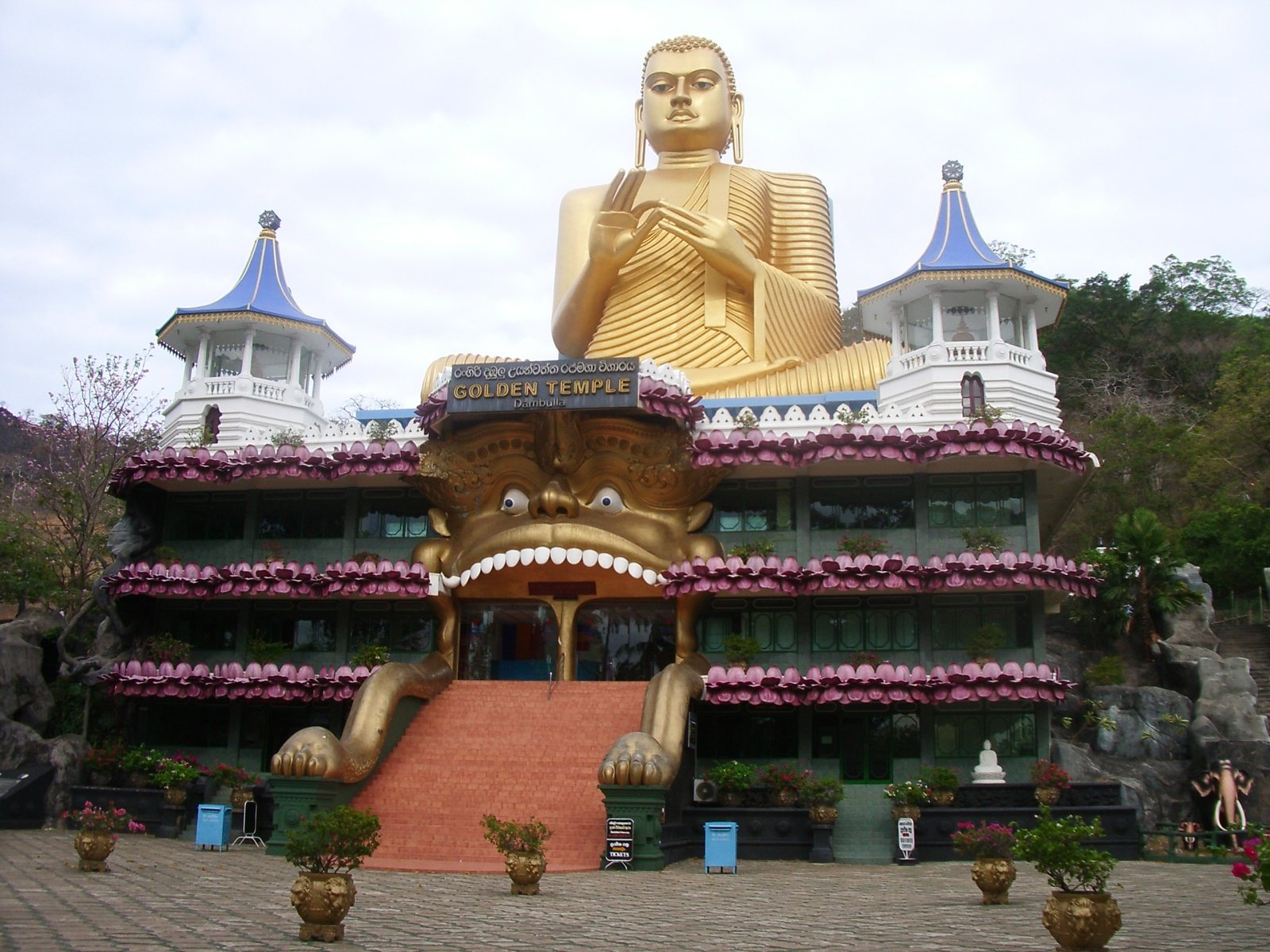
Templo Dourado de Dambulla

- Cidade Santa de Anuradhapura (1982)
- Cidade Antiga de Polonnaruva (1982)
- Cidade Antiga de Sigiriya (1982)
- Reserva Florestal Sinharaja (1988)
- Cidade Sagrada de Kandy (1988)
- Cidade Antiga de Galle e suas fortificações (1988)
- Templo Dourado de Dambulla (1991)
- Planaltos Centrais do Sri Lanka (2010)

## Tailândia

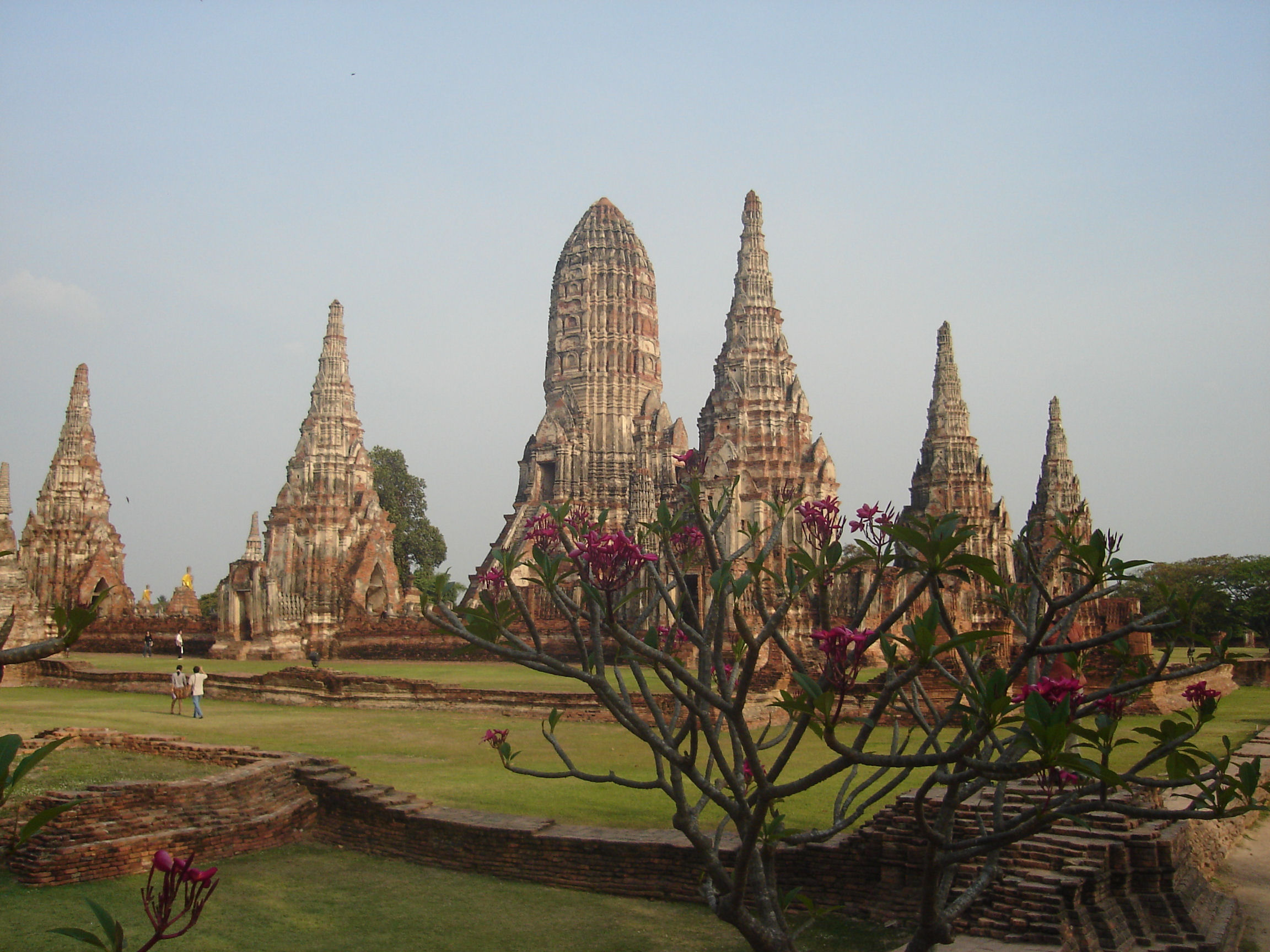
Wat Chaiwatthanaram, Aiutaia

- Santuários de Fauna de Thungyai-Huai Kha Khaeng (1991)
- Cidade Histórica de Aiutaia (1991)
- Cidade Histórica de Sucotai e Cidades Históricas Associadas (1991)
- Sítio Arqueológico de Ban Chiang (1992)
- Complexo de Florestas de Dong Phayayen-Khao Yai (2005)

## Tajiquistão
- Sítio protourbano de Sarazm (2010)
- Parque Nacional Tajique (2013)

## Turquemenistão
- Parque Nacional Histórico e Cultural da "Merv Antiga" (1999)
- Kunya-Urgench (2005)
- Fortalezas Partas de Nisa (2007)

## Uzbequistão
- Itchan Kala (1990)
- Centro histórico de Bucara (1993)

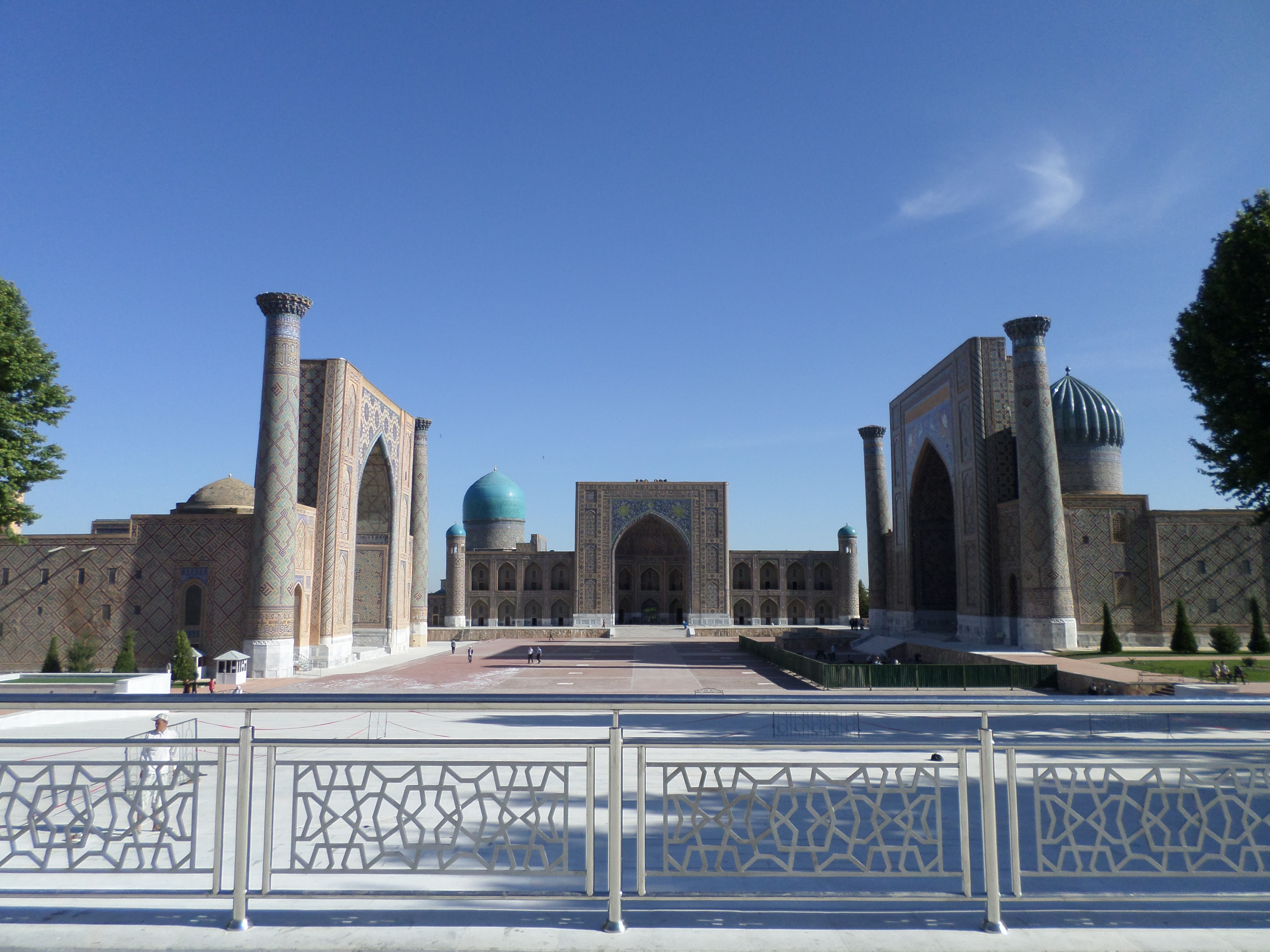
O Reguistão de Samarcanda

- Centro histórico de Shakhrisyabz (2000)
- Samarcanda - cruzamento de culturas (2001)

## Vanuatu
- Domínio do Chefe Roi Mata (2008)

## Vietnã
- Conjunto de monumentos de Huế (1993)
- Baía de Ha Long (1994, 2000)
- Cidade Antiga de Hoi An (1999)
- Santuário de Mi-sön (1999)
- Parque Nacional de Phong Nha-Kẻ Bàng (2003, estendido em 2015)
- Setor central da cidadela imperial de Thang Long - Hanoi (2010)
- Cidade Imperial de Ho (2011)